# سیارک ۸۱۱۲
سیارک ۸۱۱۲ (به انگلیسی: 8112 Cesi، نامگذاری:1995JJ) هشت هزار و صد و دوازدهمین سیارک کشف شده‌است که در ۳ مه ۱۹۹۵ کشف شد.
قدر مطلق سیارک برابر ۱۴٫۱۰ است.